# ماكس تومسون (متزحلق نوردي مزدوج)
ماكس تومسون هو متزحلق نوردي مزدوج كندي، ولد في 24 أغسطس 1984 في برينس ألبرت في كندا.

## وصلات خارجية
- ماكس تومسون على موقع الاتحاد الدولي للتزلج (التزلج النوردي المزدوج) (الإنجليزية)
- ماكس تومسون على موقع اللجنة الأولمبية الدولية (الإنجليزية)
- ماكس تومسون على موقع أوليمبيديا (الإنجليزية)